# Station Casablanca Voyageurs

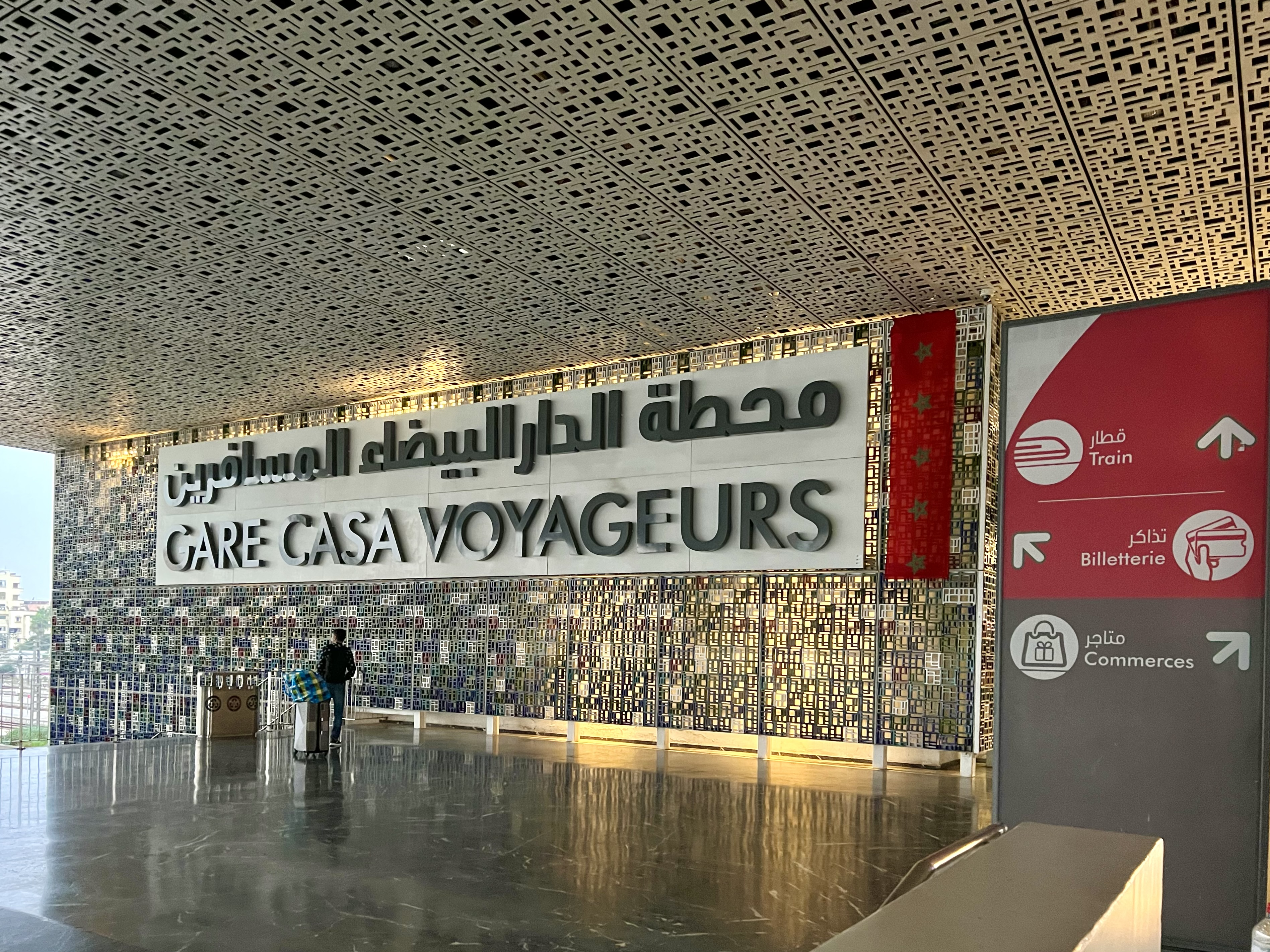
Station Casablanca Voyageurs

Casablanca Voyageurs is een station in de stad Casablanca, Marokko.
Het is een belangrijk overstapstation voor reizigers vanuit het zuiden (Marrakesh) naar Tanger of voor bestemmingen aan de lijn naar Oujda en voor reizigers van buiten de stad naar het vliegveld.
Het andere station van Casablanca (Port) is alleen bedoeld voor lokaal woon/werkverkeer, dit station is het doorgaande station gelegen aan de belangrijkste noord-zuidlijn van Marokko.

## Bestemmingen
Vanaf Casa Voyageurs vertrekken doorgaande treinen naar:
- Zuidwaarts tot Marrakesh
- Noord via Rabat naar Tanger
- Oost via Rabat, Meknez, Fez, Taourirt tot Oujda
- shuttledienst naar het vliegveld
- lokale treinen, waaronder naar Casa Port